# Podmaniczky Ármin
Podmanini és aszódi báró Podmaniczky Ármin (Pest, 1825. október 11. – Budapest, Óbuda, 1886. november 28.) királyi tanácsos, kincstári jószágigazgató, politikus, országgyűlési képviselő.

## Életútja
Podmaniczky Károly bányatanácsos és Jänkendorf-Noszticz Eliza fia. Az aszódi gimnázium egyik alapítója; 1842-ben a Kisfaludy Társaságra és az első kisdedóvó-intézetre alapítványt tett, 1860-ban pedig a Magyar Tudományos Akadémia tőkéjét 900 forinttal gyarapította. 1861-ben Pest vármegye választott főszolgabirája, 1865-ben ugyanezen megye váci kerületének országgyűlési képviselője lett. 1871-ben állami szolgálatba lépett mint titkár az óbudai korona-uradalmi igazgatóságnál; 1873-ban királyi tanácsossá nevezték ki. Mint korona-uradalmi igazgató hosszasabban működött Zomborban. Néhány évvel halála előtt Óbudára helyezték át mint korona-uradalmi igazgatót és itt a társas- és egyesületi téren tevékeny részt vett és köztiszteletben állott; az óbudai társaskör megválasztotta elnökévé. Meghalt 1886. november 28-án Óbudán és Aszódon a családi sirboltban temették el, ahol Moravcsik Mihály lelkész tartott fölötte gyászbeszédet.
A gazdasági lapokba írt cikkeket, így a Magyar Kertészbe (1863. Dinnyetermesztés) stb. Országgyűlési beszédei a Naplóban vannak.